# Perpetuum mobile. Ein musikalischer Scherz
Perpetuum mobile. Ein musikalischer Scherz (Mouvement perpétuel. Un scherzo musical), op.257, est un scherzo musical de Johann Strauss II.

## Histoire
Les temps forts des carnavals de Vienne de 1859 et 1860 sont les concerts de bienfaisance organisés par les deux frères Strauss, Johann et Josef. Les deux frères y présentent une danse sous le titre Carnevals Perpetuum mobile, oder: Ohne di Tanz Ende (Carnaval mouvement perpétuel, ou danse sans interruption). À ces deux occasions, ils dirigent deux orchestres différents avec lesquels ils interprètent pas moins de cinquante danses. Comme les deux danses précédentes, la fête de 1861 propose 50 danses au cours de la soirée qui est rebaptisée de manière tout à fait analogue aux précédentes « Danser en continu ». Bien que les frères Strauss n'aient composé aucune pièce de danse pour cette occasion particulière, l'événement lui-même semble avoir inspiré Johann à écrire l'une de ses œuvres les plus populaires.
À la suite du grand succès, Johann Strauss prévoit un spectacle encore plus grandiose pour le carnaval de l'année suivante. Le 19 janvier 1861, Fremden-Blatt annonce  :

« Pour la première fois à Vienne. Trois danses en une soirée. Sofienbadsaal, mardi 5 février. Trois grands orchestres, l'un sous la direction de Johann Strauss, le second sous la direction de Josef Strauss, et le troisième, pour la première fois, sous la direction d'Eduard Strauss. »

— "Fremden-Blatt"
Annoncée comme « Perpetuum mobile, pièce de fantaisie caractéristique pour orchestre », l'œuvre est créée le 4 avril 1861 dans la banlieue viennoise de Rudolfsheim lors d'un concert d'adieu de Johann avant son départ pour la Russie. 
Johann aperçoit immédiatement le problème de trouver une manière appropriée de terminer la pièce, c'est pourquoi, même aujourd'hui, elle se termine par les mots « Und so weiter... » (« Et ça continue... » ou bien « etc... etc... »).

## Durée
La durée de l'œuvre est d'environ 3 minutes. Elle peut varier selon l'interprétation musicale du chef d'orchestre.

## Interprétations notables
La pièce est jouée lors du célèbre concert du nouvel an à Vienne les années suivantes :
- 1940, 1941, 1942, 1944, 1945, 1948, 1949, 1950,1951, 1952, 1953 et 1954 : sous la direction de Clement Kraus ;
- 1947 : sous la direction de Josef Krips ;
- 1957, 1962, 1965, 1967 et 1975 : sous la direction de Willi Boskovsky ;
- 1980, 1983 et 1999 : sous la direction de Lorin Maazel ;
- 1987 : sous la direction de Herbert von Karajan ;
- 1988 : sous la direction de Claudio Abbado ;
- 1993 : sous la direction de Riccardo Mutti ;
- 1995 et 2015 : sous la direction de Zubin Mehta ;
- 2002 : sous la direction de Seiji Ozawa ;
- 2010 : sous la direction de Georges Prêtre.